# Drapeau de Vancouver
Le drapeau de la ville de Vancouver, en Colombie-Britannique (Canada) fut adopté par le conseil municipal le 17 mai 1983. Il fut dessiné par Robert Watt, alors directeur du Vancouver Museum, et plus tard Héraut d'armes du Canada.

## Description
Le chevron est vert et surmonté d'un écu d'or portant le sceau de la ville, qui comprend une couronne murale avec une hache et une rame croisées.
La couronne murale affirme le statut de ville incorporée de Vancouver. La hache et la rame ressemblent aux tenants qui se trouvent sur les armoiries de la ville et représentent les industries traditionnelles, soit la foresterie et la pêche. Le fond vert symbolise les forêts qui se trouvaient auparavant à l'emplacement de la ville.
Les rubans ondulés de blanc et d'azur symbolisent l'océan Pacifique et les rivières qui entourent la ville. Ils ressemblent au motif semblable sur le drapeau de la Colombie-Britannique et portent la même signification.

## Source
- (en) Cet article est partiellement ou en totalité issu de l’article de Wikipédia en anglais intitulé « Flag of Vancouver » (voir la liste des auteurs).